# 행정심판기관
행정심판기관은 행정심판의 청구를 수리하고 이를 심리, 재결할 수 있는 권한을 가진 행정기관이다. 행정심판기관을 어떻게 설치할 것인지는 행정조직의 전체적인 구조와 행정심판제도의 취지를 고려하여 입법정책적으로 결정할 문제이다. 종래 행정심판법은 심리, 의결기능과 재결기능을 분리시켜, 심리, 의결기능은 행정심판위원회에 부여하고, 처분청은 직근상급행정기관인 재결청은 그 의결에 따르는 형식적인 재결기능만을 갖도록 하였다. 그러나 2008년 개정 행정심판법은 창구의 일원화 및 신속화를 위하여 행정심판위원회가 행정심판청구사건의 심리, 의결뿐만 아니라 재결까지 하도록 규정하고 있다.